# Isa Di Marzio
Isa Di Marzio, pseudonimo di Luisa Malcotti (Torino, 7 aprile 1929 – Roma, 10 gennaio 1997), è stata un'attrice, doppiatrice e cantante italiana.

## Biografia
Esordì ancora bambina nel radiodramma Erni e la strada di Giovanni Gigliozzi (1942) e intraprese poi una lunghissima carriera radiofonica che l'avrebbe vista per anni protagonista delle trasmissioni più popolari. Dotata di una voce molto duttile e brillante (lavorò per anni anche come doppiatrice televisiva), partecipò ad alcune pièce di teatro radiofonico, come Luciella Catena di Ferdinando Russo (1952), Assunta Spina di Salvatore Di Giacomo (1953), Pasqua in famiglia di Ernesto Murolo (1954) e Il romanzo di Lina Cavalieri di Alberto Casella (1956).
Suo terreno d'elezione fu però lo spettacolo leggero radiofonico, dove mise in luce doti di brillante caratterista: da Campo de' Fiori diretto da Gigliozzi, dove interpretava il personaggio di Orazio Pennacchioni, un ragazzino tifoso romanista (1950) a Le occasioni dell'umorismo (1955), da Talegalli show (1958-59) a Gente dell'avanspettacolo (1960). Ospite assidua di molti tra i più celebri varietà della radio italiana (come Gran Gala e Gran varietà), nel 1962, insieme con Rita Savagnone, Steni ed Elio Pandolfi, presentò il varietà Venti e trenta Express, mentre nella seconda metà degli anni sessanta prese parte a Scanzonatissimo.
Ancora negli anni sessanta e settanta la Di Marzio si dedicò all'attività di cantante, incidendo alcuni singoli: il più noto di essi è la sigla del telefilm Pippi Calzelunghe. Recitò inoltre nella celebre collana Fiabe sonore della Fabbri Editori. Inoltre, sempre nei primi anni sessanta, fu protagonista di un noto Carosello animato opera di Paul Campani, quello della coppia Toto e Tata, testimonial della Motta, prestando la voce a Tata, mentre la voce di Toto era di Elio Pandolfi:  la Pathé pubblicò tra il 1962 e il 1964 alcuni 7" contenenti documenti sonori con le avventure di Toto e Tata.
Tra gli impegni radiofonici degli anni settanta, si ricorda la partecipazione al programma d'intrattenimento E via discorrendo (1974) e a Piccola storia dell'avanspettacolo (1976). Nel 1979 tornò ai microfoni come conduttrice presentando con Franco Latini Il cronotrotter di Verde, e intervenendo nello stesso anno al varietà Europa con. Nel 1980 partecipò alla commedia musicale Accendiamo la lampada per la regia di Pietro Garinei e Iaia Fiastri, nel ruolo di Zobeida, prendendo il posto di Bice Valori.
Ebbe modo di dimostrare il proprio talento anche nel teatro di prosa quando, nella stagione 1980-81, prese parte alla trasposizione del dramma L'anima buona di Sezuan di Bertolt Brecht, per la regia di Giorgio Strehler. Negli anni ottanta e novanta fu attiva soprattutto nel doppiaggio televisivo, sia di situation comedy (fu la voce di Isabel Sanford nella famosa serie I Jefferson) sia di cartoni animati (doppiò personaggi come Wilma Flintstone, Picchiarello, Miss Piggy nel Muppet Show, e Dixie in Pixie e Dixie). Non abbandonò comunque la sua passione per la radio, e nel 1992 partecipò alla trasmissione Al viaggiatore non far sapere...
È morta a Roma il 10 gennaio 1997, all'età di 67 anni, a causa di un tumore al pancreas, nel periodo in cui stava doppiando serie televisive di successo, come La tata (in cui era la voce di zia Assunta, interpretata da Renée Taylor) e Pappa e ciccia (in cui doppiava Estelle Parsons, nel ruolo di zia Palmira). Il suo corpo è tumulato presso al Cimitero Flaminio.

## Filmografia

### Cinema
- Teresa Venerdì, regia di Vittorio De Sica (1941)
- Un garibaldino al convento, regia di Vittorio De Sica (1942)
- Tra noi due tutto è finito, regia di Furio Angiolella (1994)

### Televisione
- La piazzetta, di Marcello Marchesi, Vittorio Metz, Dino Verde, regia di Stefano De Stefani, 3 puntate, dal 15 al 29 novembre 1956.
- G.B. Show n. 3, 7 puntate, 1984
- G.B. Show n. 4, 7 puntate, 1985
- G.B. Show n. 5, 7 puntate, 1987
- Finalmente venerdì, puntata del 29 settembre 1989.
- L'ispettore anticrimine, miniserie TV, 1993
- Sì, ti voglio bene, regia di Marcello Fondato,  miniserie TV, 1994

## Radio
- Emi e la strada, radiodramma di Giovanni Gigliozzi (1942)
- La strada dei re , di Giovanni Gigliozzi, regia di Guglielmo Morandi (1943)
- Fiori d'arancio, di Roberto Bracco, regia di Guglielmo Morandi (1943)
- La damigella di Bard, di Salvator Gotta, regia di Alberto Casella, trasmessa il 26 ottobre 1953
- Ballata italiana, rapsodia radiofonica di Edoardo Anton, musica di Raffaele Gervasio, regia di Alberto Casella, trasmessa il 1º novembre 1953.
- Socrate immaginario, di Galiani e Lorenzi, regia Nino Meloni (1955)
- L'arte di morire, commedia di Achille Campanile, regia di Nino Meloni, trasmessa il 22 luglio 1957.
- Venti e trenta express, varietà di Faele e Verde, regia di Silvio Gigli (1962)
- Strategia per diventare una signora, di Giuseppe Neri, 16 novembre 1992.

## Discografia parziale

### Singoli
- 1957 – Però...la vita è bella/Buonanotte bambino sconosciuto
- 1962 – Toto e Tata sulla Luna (con Elio Pandolfi)
- 1962 – Toto e Tata fra i cannibali (con Elio Pandolfi)
- 1964 – Toto e Tata e l'uovo di Pasqua (con Elio Pandolfi)
- 1965 – Porta Portese/Buon giorno Roma mia
- 1966 – L'onomastico di papà/Una lacrima dal ciglio
- 1969 – Pippi Calzelunghe/Buonanotte Pippi

## Teatro
- Accendiamo la lampada, di Garinei e Giovannini, Roma, Teatro Sistina, dal 17 gennaio 1980.
- L'anima buona di Sezuan, di Bertolt Brecht, regia di Giorgio Strehler, Modena, Teatro Comunale, 9 aprile 1981. (in tv il 2 gennaio 1984)
- Se il tempo fosse un gambero, di Iaia Fiastri e Bernardino Zapponi, regia di Pietro Garinei, Roma, Teatro Sistina, 27 dicembre 1986.
- Scusi, lei ci crede ai miracoli?, di Renato Biagioli, Alessandro Aliscioni, Achille Oliva, regia di Maurizio Faraoni e Margherita Odorisio, Roma, Teatro Sistina, marzo 1991

## Doppiaggio

### Film cinema
- Susan Gordon e Tuesday Weld in I cinque penny
- Nilde Iotti e la suora in Fantozzi subisce ancora
- Kim Hunter in Ho sposato un assassino
- Glynis Johns in Un amore tutto suo
- Magda Szubanski in Babe - Maialino coraggioso
- Ellen Blake in Una pazza vacanza di Natale
- Ginny Tyler in Il favoloso dottor Dolittle
- Rob Sherwood in I dinosauri
- Rosita Pisano in La sciantosa
- Fiammetta Baralla in C'era un castello con 40 cani
- Moira Orfei in Vacanze di Natale '90
- Patsy Grady Abrams in La signora ammazzatutti
- Tayar Yildiz ne La meravigliosa favola di Biancaneve

#### Film d'animazione
- Pimpi in Troppo vento per Winny-Puh
- Lucy van Pelt in Arriva Charlie Brown
- Cindy inYogi e l'invasione degli orsi spaziali
- Clara in Snoopy cane contestatore
- Unico in Unico il piccolo unicorno
- Belcuore e Pepe in Remì - Senza famiglia
- Toporegina ne La favola del principe schiaccianoci
- Mrs. Bric ne La bella e la bestia

### Serie televisive
- Inger Nilsson (canto) in Pippi Calzelunghe
- Isabel Sanford ne I Jefferson
- Renée Taylor ne La tata (1ª voce)
- Estelle Parsons in Pappa e ciccia (1ª voce)
- Donna Toccasana ne Le storie di Farland

### Serie animate
- Jerry (1ª voce), Mammy Due Scarpe (1ª voce), Nibbles/Tuffy e anatroccolo in Tom & Jerry
- Julia Festus e Precocia Festus in S.P.Q.R. - Sembrano Proprio Quasi Romani''
- Ten (il cuginetto di Lamù), madre di Lamù (seconda voce) e voce narrante in Lamù la ragazza dello spazio
- Obaba in Ranma ½ (primi episodi)
- Dixie in Pixie e Dixie
- Scat ne I Biskitts
- Fiammellula in Crazylegs Crane
- Flappy in Juny peperina inventatutto
- Lady Rowena in Grisù il draghetto
- Arthur Foster in Holly e Benji, due fuoriclasse
- Nonna Addams ne La famiglia Addams
- Signora Topolina ne Le avventure del bosco piccolo
- Zia May(1ª voce) in Spiderman - L'Uomo Ragno (1994)
- La Perfida Strega dell'Ovest ne Il mago di Oz
- Iggy in Isidoro
- Dixie in Hanna & Barbera Robot: Fender Bender 500
- Wilma Flintstone (3ª voce) ne I Flintstones - Gli Antenati
- Woody Woodpecker in Woody Woodpecker / Picchiarello (1ª ediz.)
- Topo Didì in Gatto Bernardo e Topo Didì
- Silvestrino in Silvestro e Titti
- Spank in Hello Spank!(seconda voce)
- Miss Piggy(1ª voce) in Muppet Show